# Tina Middendorf
Tina Middendorf (geb. 21. September 1981)  ist eine ehemalige deutsche Radio- und Fernsehmoderatorin. Sie moderierte bisher Sendungen für Bremen Vier von Radio Bremen und für 1 Live und das WDR Fernsehen. Zum Ende des Jahres 2021 verließ sie das Radio und gründete eine Coaching-Agentur und arbeitet als Radiotrainerin.

## Leben
Middendorf wuchs in Varrelbusch auf und zog zum Studium nach Bremen.
Middendorf begann ihre Moderatorentätigkeit 2004 zuerst als Service-Fee und später als Co-Moderatorin in der Morgenshow Der Dicke & der Dünne beim Radiosender Bremen Vier. Nach dem Abschluss ihres Studiums der Kulturwissenschaften und Soziologie und des trimedialen Volontariats bei Radio Bremen im Jahr 2007, moderierte sie zusammen mit Jens-Uwe Krause die Morgenshow Vier beginnt sowie die Talksendung Gefühlsecht. 2010 wechselte Tina Middendorf zum WDR und moderierte anfangs für den Sender 1 Live die Vormittagssendung von 10 bis 14 Uhr im Wechsel mit Thorsten Schorn und Sabine Heinrich bis 2013. Von 2013 bis Anfang 2018 Moderierte Middendorf gemeinsam mit Simon Beeck die Nachmittagssendung Beeck und Middendorf von 14 bis 18 Uhr.
Beeck und Middendorf moderierten 2015 gemeinsam die wochentags live ausgestrahlte WDR Fernseh-Sendung Couch Club und die Verleihung der  1Live Krone, Deutschlands größtem Radio-Award. Middendorf war außerdem in der einstündigen WDR-Sendung Wer fliegt der siegt! zu sehen, in der sie sich mit Moderationskollege André Gatzke einen Wettkampf rund um das Thema Fliegen lieferte.
Im Jahr 2015 besuchte Middendorf für ihre einstündige Radio-Reportage Auf der Flucht...nach Europa die Insel Lampedusa und reiste ebenfalls nach Sizilien und Istanbul, um über die Fluchtwege und die Situation von Flüchtlingen auf ihrem Weg nach Europa berichten zu können.
Von Anfang 2018 bis Dezember 2021 moderierte Tina Middendorf von 10 bis 14 Uhr im Wechsel mit Simon Beeck und Donya Farahani die Vormittagsstrecke bei 1 Live.